# 李香玲
李香玲（1971年—），山东莱州人，汉族，中华人民共和国政治人物、第十二届全国人民代表大会山东地区代表。
毕业于中央广播电视大学英语专业。2013年，担任全国人大代表。